# Konnopke’s Imbiss

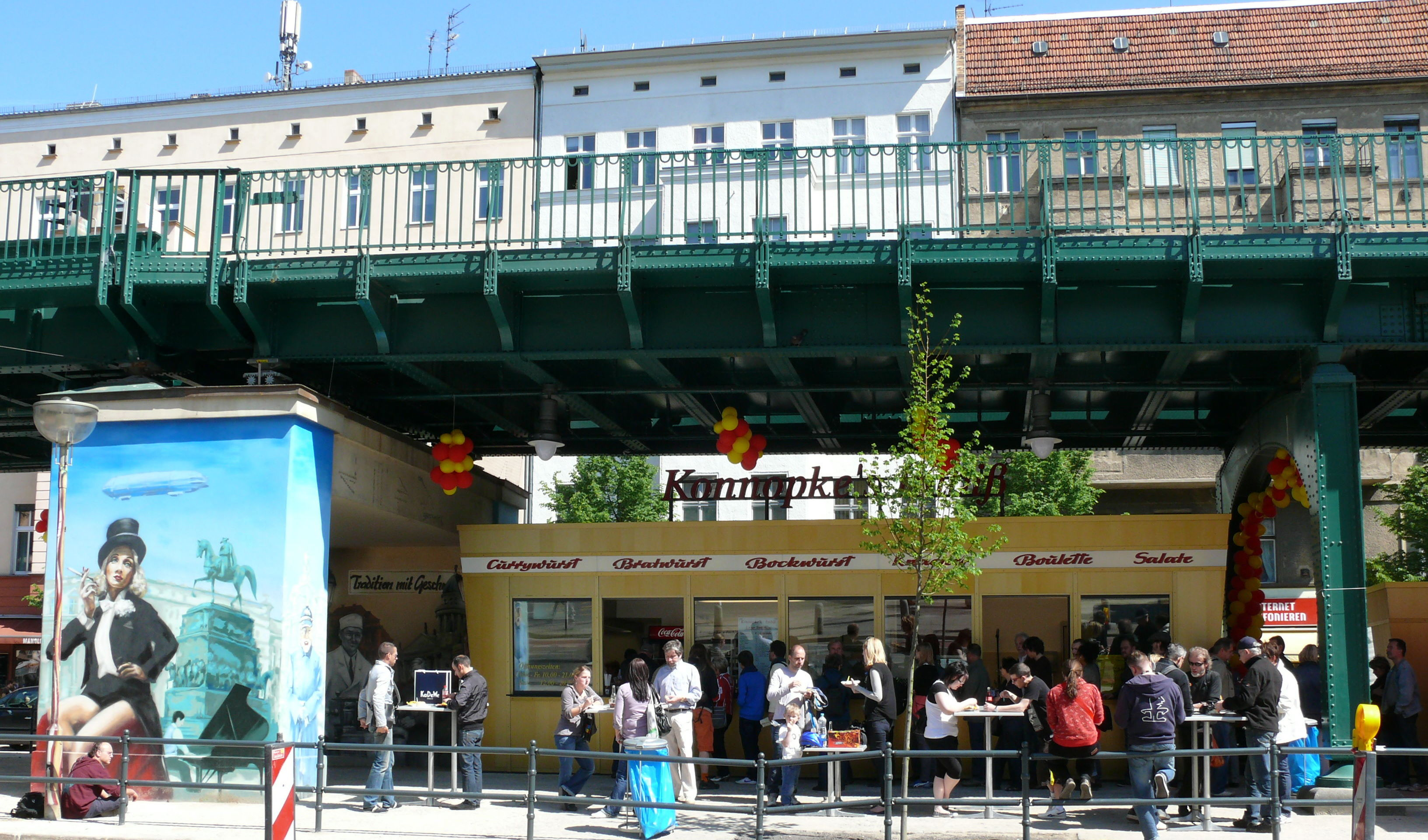
Konnopke’s Imbiss efter ombyggnationen.

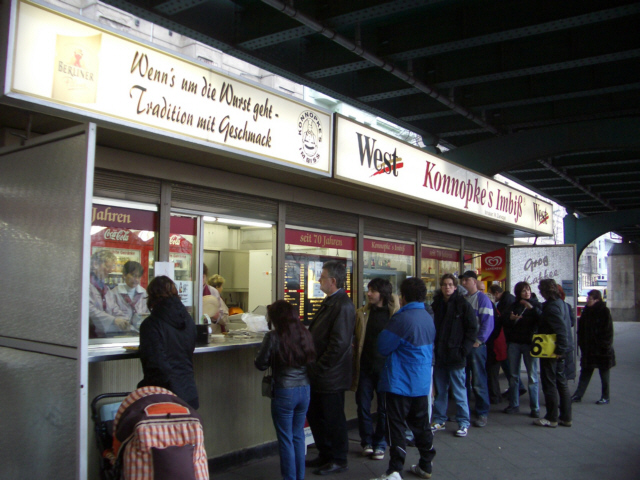
Konnopke’s Imbiss.

Konnopke’s Imbiss, eller bara Konnopke är en berömd imbiss (gatukök) i stadsdelen Prenzlauer Berg i östra Berlin. Konnopke’s började sin verksamhet 1930 och är idag en av de mest kända currywurstställena i Berlin. Konnopke’s är mest känt för currywursten som anses tillhöra Berlins bästa. Man säljer även klassiska Berlinrätter som boulette, saschlik, schnitzel och traditionell soljanka. Konnopke’s slogan lyder  "Wenn’s um die Wurst geht – Tradition mit Geschmack" (ung. När det gäller korv - tradition med smak). 
Konnopke’s Imbiss ligger mitt i en trafikknutpunkt där Schönhauser Allee, Kastanienallee, Pappelallee, Danziger Straße och Eberswalder Straße går samman. Konnopke’s Imbiss ligger under den tunnelbaneviadukt som trafikeras av U2 på Schönhauser Allee precis söder om tunnelbanestationen Eberswalder Straße. Konnopke’s är inte bara mycket populär hos berlinarna utan är också en turistattraktion och har haft flera kända personer som gäster, bland dem Gerhard Schröder. och Barack Obama.

## Historia
Max Konnopke från Cottbus och hans fru Charlotte grundade verksamheten 1930 då man började sälja korv med en låda på magen. Max Konnopke höll redan då till på hörnet Schönhauser Allee/Danziger Straße. Charlotte Konnopke sålde korv på hörnet Schönhauser Allee/Stargarder Strasse. Till en början tilläts bara korvförsäljning nattetid, senare utökades verksamheten, bland annat genom en motorcykel som möjliggjorde försäljning på fler ställen. Verksamheten ändrades från 1939 då köttbristen gjorde att korvförsäljningen först begränsades och sedan togs bort. 1941 kallades Max Konnopke in i Wehrmacht. 1947 återupptogs verksamheten då man köpte en korvvagn.
1960 byggde man ett gatukök, imbiss, där man än idag är.
Innan Berlinmuren byggdes köpte Konnopke’s ketchup i Västberlin, varefter man uppfann en egen tomatröra av bland annat ungerskt paprikapulver och sovjetiska tomater.
Familjen lyckades behålla verksamheten utan statligt övertagande även vid den sista stora vågen av förstatliganden 1972. 1976 tog dottern Waltraud Ziervogel över verksamheten sedan hon 1958 tillsammans med sin make arbetat i företaget. Hennes bror Günter tog över gatuköket i Weissensee som han hade fram till 2000. Idag finns ytterligare ett Konnopke’s i Pankow-Heinersdorf.
Familjen Konnopke menar att man var de som introducerade currywursten i Östberlin..